# Zarfa
Zarfa este un gen de molii din familia Lymantriinae.